# Kinase régulée par le sérum et les glucocorticoïdes
Les Serum and Glucocorticoid-regulated Kinases (SGK) ou kinases régulées par le sérum et les glucocorticoïdes composent une famille de protéines-kinases où l'on trouve :
- SGK1, la plus importante fonctionnellement à ce jour ;
- SGK2 ;
- SGK3.